# Marika Kotopouli
Marika Kotopouli (în greacă Μαρίκα Κοτοπούλη; 3 mai 1887 – 3 septembrie 1954) a fost o actriță greacă de teatru din prima jumătate a secolului al XX-lea.

## Biografie
S-a născut pe 3 mai 1887 în Atena, în familia lui Dimitris și Eleni Kotopouli. Părinții ei erau, de asemenea, actori și prima apariție pe scenă a Marikăi a avut loc în cursul unuia dintre turneele lor, în piesa Vizitiul din Alpi. Ea și-a făcut debutul oficial la Teatrul Regal în 1903, înainte de a merge la Paris în 1906 pentru a urma studii teatrale.
În anul 1908 a fondat propria ei trupă de teatru, „Teatrul Kotopouli”. În această perioadă, ea a dezvoltat o intensă rivalitate artistică cu o altă tânără actriță, Kyveli. Cele două au avut fani foarte devotați și în perioada Schismei Naționale rivalitatea lor a dobândit și conotații politice: în timp ce Kyveli era susținută de venizeliști, Kotopouli a devenit un simbol al taberei regaliste. În 1912 Kotopouli a avut o relație de dragoste cu Ion Dragoumis, care a devenit un oponent major al venizeliștilor și a fost în cele din urmă asasinat. Kotopouli și Kyveli au colaborat în cadrul unor producții teatrale comune ce au avu loc în perioada 1932-1934 și din nou în perioada 1950-1952.
S-a căsătorit cu Gheorghios Helmi în 1923. Mai târziu, împreună cu Spyros Melas și Dimitris Myrat, ea a fondat și a participat la „Scena Liberă” (Ελεύθερη Σκηνή, din iunie 1929 până în primăvara anului 1930), înainte de a se îmbarca într-un turneu prin Statele Unite ale Americii. În 1933, ea a jucat în singurul ei film, producția greco-turcească Drum prost, inspirat dintr-un roman de Grigorios Xenopoulos. Un nou teatru, denumit Rex, a fost construit special pentru trupa ei pe strada Panepistimiou  din centrul Atenei, în 1936. El există încă sub denumirea de Teatrul Rex/Kotopouli și funcționează ca o secție a Teatrului Național al Greciei. Repertoriul ei a inclus multe piese de teatru clasice, atât antice grecești, cât și moderne de la Eschil la Goethe și Ibsen.

## Moartea
Ultima ei apariție a fost în Syros la 24 martie 1953. Kotopouli a murit în 3 septembrie 1954, la vârsta de 67 de ani, în orașul ei natal, Atena, din cauze necunoscute.

## Onoruri
În timpul vieții sale a fost decorată cu Crucea de Aur a Ordinului George I în 1921 și cu Premiul pentru arte și litere al Ministerului Educației în 1923.
Casa ei din Zografou a fost transformată în Muzeul Marika Kotopouli, care a fost deschis publicului în 1990 și cuprinde expoziții de artă modernă.
În anul 1951 a fost instituit Premiul Marika Kotopouli pentru a-i onora pe actorii greci.